# Pseudozrosłozarodnia

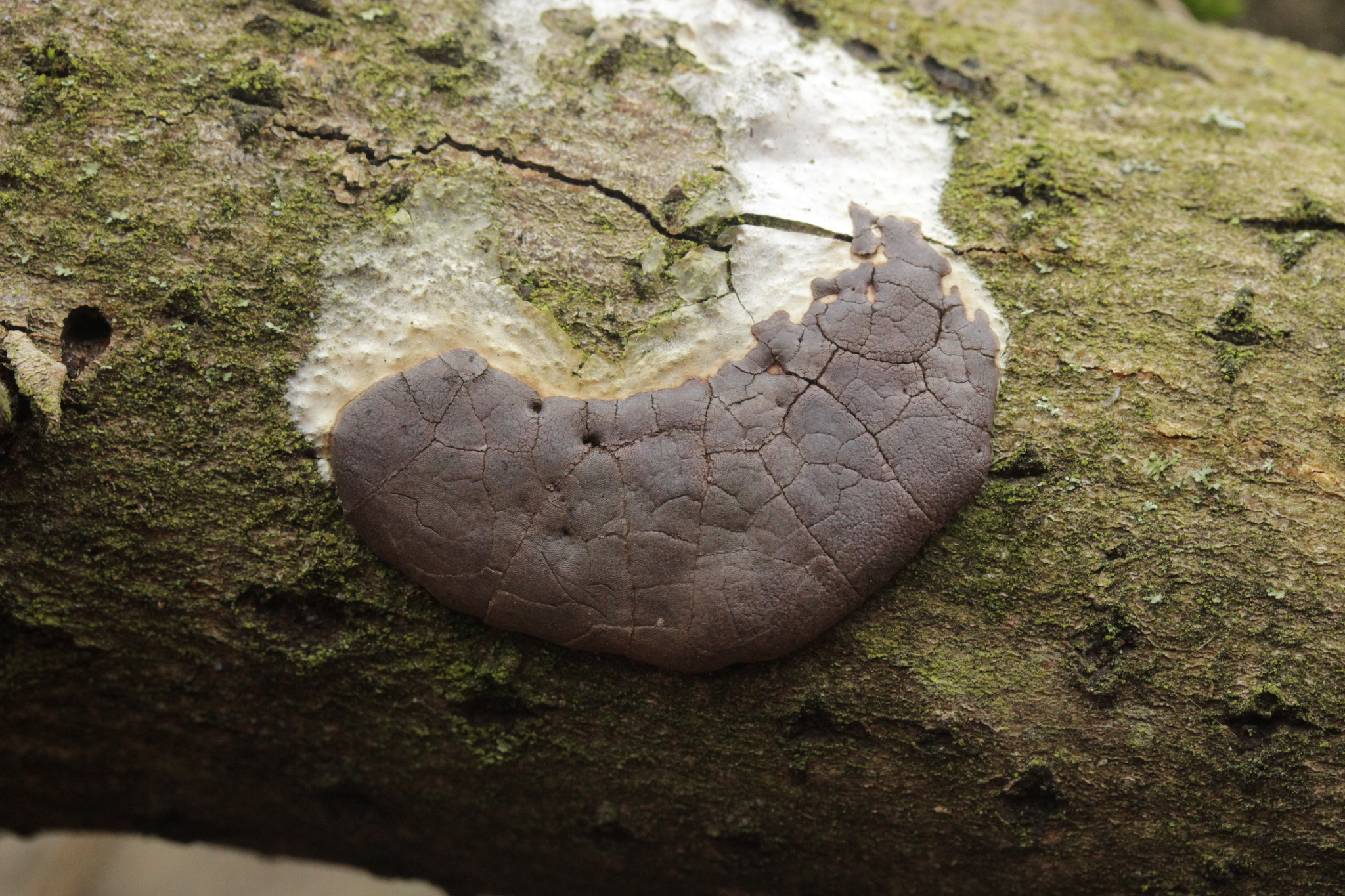
Pseudozrosłozarodnia u Dictydiaethalium plumbeum

Pseudozrosłozarodnia (łac. pseudoaethalium) – rodzaj zarodni u śluzowców (Myxomycota). Jest to gęsto zbita grupa zarodni, z których każda posiada własną ścianę. Często wskutek wzajemnego nacisku poszczególne zarodnie ulegają zniekształceniu. Pseudozarodnie tworzy np. Symphytocarpus trechisporus i inne gatunki z rodzaju  Symphytocarpus. Pozostałe rodzaje zarodni tworzonych przez śluzowce to: zrosłozarodnia, zarodnia wolna i pierwoszczowocnia
Nie do końca zbadano przyczyny, dla których plazmodium zaprzestaje odżywiania się i przekształca się w zarodnie. Jednym z powodów może być wyczerpanie substancji pokarmowych w podłożu, ale zaobserwowano też, że przyczyną mogą być zmiany temperatury lub chemizmu podłoża. Po zaprzestaniu odżywiania się śluźnia wydala ze swojego wnętrza niestrawione resztki pokarmu i przypadkowo pochłonięte fragmenty podłoża. Zazwyczaj wypełza też na pewną wysokość nad ziemią. Wspina się na znajdujące się w jej otoczeniu rośliny, pniaki, górne strony pni drzew, gałęzie. W jej wnętrzu zachodzą bardzo skomplikowane przemiany, w rezultacie których powstają zarodnie wypełnione zarodnikami.